# Mikhaïl Dmitrievitch Balk
Pour les articles homonymes, voir Balk.
Mikhaïl Dmitrievitch Balk, (En langue russe : Михаил Дмитриевич Балк, né en 1764 dans la province de Koursk, décédé le 7 décembre 1818 à Mogilev.
Au cours des Guerres napoléoniennes, il fut l'un des commandants en chef de l'Armée impériale de Russie, promu major-général le 22 avril 1807 puis lieutenant-général en 1814, il fut l'un des héros de la Guerre patriotique de 1812.

## Biographie
Descendant d'une famille de la noblesse westphalienne émigrée en Russie au XVIIe siècle, Balk commença sa carrière en 1778, comme fourrier, dans une régiment d'infanterie de Koursk. En 1783, toujours en service dans ce même régiment, il fut promu enseigne (aspirant). Il prit part à la Guerre russo-suédoise de 1788-1790, puis à la Campagne de Pologne (1794). Le 9 décembre 1796, il fut renvoyé de l'armée ayant atteint le grade de major. Alexandre Ier de Russie juste après son accession au trône réintégra le major Balk dans les rangs de l'armée. En 1802, il fut affecté au régiment de dragons de Saint-Pétersbourg. Le 2 décembre 1805, il se distingua à la bataille d'Austerlitz. Il fit preuve d'audace à la bataille d'Eylau, le 8 février 1807, dirigeant une attaque, il captura un drapeau à l'ennemi, mais fut blessé à la jambe. Pour cet acte héroïque, il reçut l'Ordre de Saint-Georges (quatrième classe). Le 5 juin 1807, il prit également part à la bataille de Guttstadt puis le 10 juin 1807 à la bataille d'Heilsberg. Durant la bataille de Friedland (14 juin 1807), il fut grièvement blessé à la tête, un tir de fusil lui ayant emporté une partie du crâne. Il survécut à cette terrible blessure, la partie manquante de sa boîte cranienne fut remplacée par une plaque d'argent. Mais, jusqu'à sa mort, Mikhaïl Dmitrievitch Balk souffrit de maux de tête,
Le 22 avril 1807, Mikhaïl Dmitrievitch Balk fut promu major-général et le 13 janvier 1808, il fut nommé commandant du régiment de dragons de Riga. Au cours de la Guerre patriotique de 1812, il commanda une brigade de cavalerie (régiment de dragons de Saint-Pétersbourg et Riga). Il fut une nouvelle fois blessé à la tête, à la seconde bataille de Polotsk, et reçut l'Ordre de Saint-Georges (3e classe).
Mikhaïl Dmitrievitch Balk ne fut en mesure de reprendre du service dans l'armée qu'en 1814. Il combattit dans un corps d'armée placé sous le commandement du général Wittgenstein. Au cours de la bataille de Laon le 9 mars et 10 mars 1814 et les combats de Saint-Dizier, le 26 mars 1814, il démontra son courage une nouvelle fois. Le 15 octobre 1815, il reçut le commandement de la 1re division de Chasseurs à cheval. Il fut mis à la retraite, le 17 janvier 1816, mais reprit du service le 23 avril 1817 et commanda la 1re division de chasseurs à cheval jusqu'à sa mort.

## Distinctions
- 1807 : Ordre de Saint-Georges (4e classe);
- 1812 : Ordre de Saint-Georges (3e classe);
- Ordre de Saint-Vladimir (2e classe);
- Ordre de Sainte-Anne (2e classe);
- Épée d'Or avec l'inscription "Pour bravoure[5]".

### Source
- Dictionnaire des généraux russes, les membres ayant participé aux combats contre l'armée Napoléon Bonaparte (1812-1815).www.museum.ru